# Noé állatotthon
A NOÉ Állatotthon Alapítvány Budapest legnagyobb állatotthona, ahol 1992 óta végzik a bajba jutott, megkínzott, balesetet szenvedett állatok mentését. 1992 óta működik saját anyagi erőforrásaiból, csak 2000-ben alakult alapítvánnyá. Jelenleg közel hatszáz kutya, macska, malac, kecske, juh, emu, nyúl, tengerimalac, csirke, kacsa, liba, páva, vaddisznó, mosómedve, borz, ló, póni, őz, szarvas, díszmadár, galamb, varjú, egerészölyv, teknős, nyest és szarvasmarha átmeneti vagy – sok esetben – végleges otthona.

## Alapelvek
Az Alapítvány egyik legfontosabb alapelve, hogy minden élőlénynek joga van az élethez, ezért egyetlen állatot sem altatnak el (kivéve természetesen a súlyosan sérült, szenvedő menthetetleneket), legyen bár létszám fölötti, születési vagy szerzett testi hibás, öreg, élete végéig kezelésre, drága diétára szoruló vagy egyszerűen csak csúnya.
A sérült állatok is teljes életet élhetnek itt, ahol külön részleget alakítottak ki az idős állatoknak és azoknak a kutyáknak, akik valamilyen korábbi trauma miatt nem képesek beilleszkedni kutyatársaik és az emberek közé.
Utóbbiak a "Lelkibeteg Udvar" lakói, akiket korábban bántalmaztak, megkínoztak és akiket a szakembereknek nem sikerült rehabilitálniuk olyan mértékben, hogy gazdához adhassák őket.

## Állatmentés és egyéb tevékenységek
Állatmentő szolgálatuk elsődleges célja az utak mentén elütött és sorsukra hagyott, vagy más módon bántalmazott, sérült állatok azonnali állatorvoshoz juttatása és megfelelő ellátásban való részesítése.
Gyakran riasztják az állatotthont állatkínzások kapcsán is; ilyenkor nem csak az állatról kell gondoskodniuk, hanem arról is, hogy a bűncselekmény elkövetője ellen eljárás induljon.
Katasztrófacsoportjuk folyamatosan rendelkezésre áll az állatokat sújtó természeti vagy ipari katasztrófák esetére; az Állatvédelmi Katasztrófamentő Csoport tagjaként aktívan részt vettek például 2001 tavaszán a beregi, 2002 nyarán a dunai árvíz Budapestet és környező településeit érintő szakaszán és a Gemenci-erdő vadjainak mentésénél is.
Egyik legfontosabb célkitűzésük az oktatási szférában való részvétel és a társadalom szemléletváltozásának elősegítése, a felelős állattartásra nevelés.
Ennek keretein belül 2004 tavaszától elindult Állatvédelmi Oktató Programjuk, melynek részeként általános és középiskolás csoportok "kihelyezett" biológia óráikat az állatotthonban tartják, illetve iskolanapokra, osztályfőnöki órákra látogatnak el állatorvosokkal. Fontosnak tartják, hogy már egész kis korban megkezdődjön a gyermekek állat- és természetszeretetre való nevelése, és hogy minden fiatal megismerkedhessen a felelős állattartás alapjaival, a kedvencként tartott állatok szükségleteivel, igényeivel.
Az Alapítvány egyik alapító tagja a Magyar Állatvédők Országos Szervezetének (MÁOSZ), mely a magyar állatvédők közös érdekképviseletét hivatott ellátni hazánkban.
Az állatok védelméért folytatott munkájuk elismeréseképpen 2002. október 4-én a Magyar Újságírók Országos Szövetsége Természet és Állatvédő Szakosztálya az Év Állatotthona címmel jutalmazta az Állatotthont, más állatvédő szervezetek szavazatainak bevonásával.

## Speciális programjaik
2004 tavaszán elindult egyik legnagyobb programjuk, a MiniMenhely-projekt. A program egyedülálló kezdeményezés hazánkban. Célja a sintértelepekre került, altatásra ítélt és megkínzott állatok szervezett mentése, rehabilitációja és új gazdához juttatása.
A program keretében egy 10 kenneles „mini menhely részleg” épült fel 100%-ban önkéntes munkával az állatotthon területén, a többi kenneltől teljesen elszeparáltan, ami azóta is folyamatosan fogadja a rászoruló kutyákat. A MiniMenhely-program az alapítvány eddigi legnagyobb költségvetéssel működő projektje, hiszen a sintértelepekről az esetek nagy százalékában betegen kerülnek ki az állatok és gyakran hónapokig tartó kezelést igényelnek, mielőtt beköltözhetnek a menhelyre, ahol önkéntesek és szakemberek végzik további – gyakran rengeteg időt és türelmet igénylő – testi-lelki rehabilitációjukat.
Bár a program eredetileg a fővárosi gyepmesteri telep kutyáinak mentésére jött létre, az elmúlt években tevékenysége jelentősen kibővült és jelenleg 25 vidéki gyepmesteri telepről is menti a rászoruló ebeket, különös tekintettel a balesetesen, sérülten, vemhesen és fogyatékkal bekerülő állatokra. Bővebb információ a program önálló weboldalán található, a  címen.
2006 őszétől Boxer fajtamentő csoportot is "üzemeltetnek", mivel hazánkban e fajta mentésére még semmilyen más szerveződés nincsen. Hogy erre mekkora igény van, azt az is tanúsítja, hogy alig alakult meg a csapat, máris rengeteg megkeresést kapott sintértelepeken, menhelyeken, rossz körülmények között szenvedő boxerekkel kapcsolatban; még Szerbiából és Romániából is mentettek már boxereket. Bővebben a programról: 
A Boxer fajtamentő csoport külön karanténozási és elhelyezési stratégiával dolgozik; a mentett boxerek a legritkább esetben kerülnek csak fel a menhelyre. Igyekeznek őket családoknál, ideiglenes befogadóknál elhelyezni annak érdekében, hogy az elszenvedett testi-lelki sérülésekből minél hamarabb felépüljenek. A boxerek rendkívül érzékeny állatok, így a menhelyi tartási forma számukra nagy megpróbáltatás, rövid szőrük miatt pedig a kültéri elhelyezés nem megfelelő számukra.
A fajtamentő csoport elsősorban a sintértelepekre, menhelyekre bekerült, altatásra ítélt és talált boxerek mentésére szakosodott, de egyre gyakrabban kérnek segítséget tőlük azon boxergazdik is, akik valamilyen okból nem tudják tovább tartani állataikat.
Schnauzer fajtamentő csoportjuk 2008 óta menti a bajba jutott, kidobott, utcára, menhelyre, sintértelepre került schnauzereket. Sajnos jóval több a segítségre szoruló schnauzer, mint amennyit alapítványuk fajtamentő csoportja befogadni képes; ez is mutatja, milyen nagy szükség van a fajta mentésére.
A schnauzer fajtamentő csoport ideiglenes befogadó hálózattal működik; az állatokat lehetőség szerint (és ha egészségi állapotuk engedi) önkénteseknél, családi környezetben helyezik el, ahol újra megtanulnak bízni az emberekben, szocializálódnak és átesnek a kötelező kezeléseken, oltásokon.
A Noé Állatotthon Alapítvány Bulldog fajtamentő csoportja 2009 januárjában alakult, de a fajtamentés már korábban elkezdődött a fajtaszerető önkéntesek áldozatos munkájának és anyagi hozzájárulásának köszönhetően.
Az elmúlt évek bebizonyították, hogy a fajtamentő csoport munkájára nagy szükség van, hiszen a buldogok – különösen az angol és francia buldogok – már egy ideje „divatkutyának” számítanak. Ezzel pedig sajnos együtt jár a felelőtlen szaporítók tömeges megjelenése, az ellenőrizetlen állományokból származó genetikai rendellenességekkel, betegségekkel küzdő állatok nagyszámú megjelenése a piacon és ezzel együtt a menhelyeken, az utcán, a sintértelepeken.
Rengeteg a kidobott, gazda által leadott vagy gyepmesteri telepen hagyott, beteg, idős buldog, akik azonnali segítségre szorulnának. A menhelyeken több száz kutya ellátása mellett nehezen tudják megoldani ezeknek az érzékeny, számos egészségi problémával küzdő állatoknak a kezelését és rehabilitációját.
Ezért kiemelt jelentőséget tulajdonítanak annak, hogy a hozzájuk beérkező kutyákat lehetőség szerint felkészült ideiglenes befogadóknál, önkénteseknél helyezik el, akik egyrészt jól ismerik a fajtát és annak igényeit, másrészt kellő figyelmet tudnak fordítani a kutyák rehabilitációjára.
A Bulldog fajtamentő csoport honlapja: 
A Noé Állatotthon Alapítvány Csau-csau Fajtamentő Csoportja 2009 májusában alakult. A fajtaszerető önkéntesek már korábban is tevékenyen részt vettek a bajba került csau-csauk mentésében és az évek során tapasztaltak bebizonyították számukra, hogy a fajtamentés megszervezésére nagy szükség van.
A fajta adottságaiból következik, hogy a csau-csauk mentése nem könnyű feladat, hiszen a csauk un. "egygazdás" kutyák. Gazdájukat egy életre választják ki, hozzá minden körülmények között ragaszkodnak, éppen ezért a gazdájuktól való elszakadás gyakorlatilag sokkot jelent e nagyszerű állatok számára. Rengeteg energiát, türelmet és elszántságot igényel, hogy egy lelkileg megtört csau-csau újra bízni tudjon valakiben – emiatt a rehabilitációjukra szánt idő szükségszerűen jóval hosszabb, mint sok más kutyafajta esetében. Természetesen a következetes, szeretetteljes és türelmes viselkedés hatására ez a fajta is képes megnyílni és újra bizalmába fogadni az embert.
A csau-csauk különböző okokból kerülnek menhelyekre, utcára, sintértelepekre vagy olyan gazdikhoz, akik nincsenek felkészülve a kutyatartásra. Bár minden eset más és más, ami a legfontosabb, az az azonnali segítségnyújtás, a gyors intézkedés, amellyel enyhíthetjük a gazdi elvesztése miatt érzett krízist és meggátolhatjuk az emiatt felmerülő egészségi problémák kialakulását.
Természetesen ennek a fajtának is megvannak a maga "gyengéi"; a csau-csauk gyakran fehérjeérzékenyek és bolhaekcémára is fokozottan hajlamosak. A fajtaismeret hiánya miatt gyakran előfordul, hogy mire hozzáértő kezekbe kerül az állat, addigra olyan problémák alakulnak ki nála, melyek miatt hónapokig tartó gyógykezelésre szorul.
Bár a csau-csau nem tartozik a divatfajták közé, a felelőtlen szaporítók itt is megjelentek; az ő nyomaikat jelzik a diszpláziás, szembetegségekben szenvedő, hamar utcára vagy menhelyre, sintértelepre kerülő kutyák.
A Noé Állatotthon Alapítvány Cane Corso Fajtamentő Csoportja 2009 tavaszán kezdte meg működését. Bár a cane corso egyelőre nem fordul elő tömegesen hazánkban, a fajta mégis egyre népszerűbb a családi kutyák rajongói körében. Ahogy a hazai állomány száma nő, úgy egyre gyakrabban fordul elő, hogy valamelyik cane corsonak sürgős segítségre van szüksége.
A fajtamentő csoport elsődleges célja, hogy az azonnali segítségre szoruló kutyákat megmentse, elhelyezésükről, kezelésükről, rehabilitációjukról gondoskodjon, majd szerető gazához juttassa őket.
Céljuk, hogy segítséget nyújtsanak az utcára, sintértelepre, menhelyekre került vagy bármilyen okból hontalanná vált cane corso kutyák elhelyezésében és megtaláljuk azokat a gazdijelölteket, akik életük végéig gondoskodnak a gyakran sok hányattatáson átment állatokról.
Mindegyik speciális programra jellemző, hogy kutyáikat oltásaik, mikrochipjük és természetesen az ivartalanítás után adják csak örökbe, ezzel is szeretnének jó példát mutatni és megelőzni, hogy kutyáik szaporítók kezére kerüljenek.
Ha a kutya már meggyógyult, átesett a megfelelő rehabilitáción és mind egészségileg, mind mentálisan alkalmas rá, örökbefogadási szerződéssel adják örökbe új, szerető gazdijának, miután meggyőződtek róla, hogy megfelelő körülmények közé kerül. A kiadott állatok sorsát egész életük folyamán nyomon követik.
A Noé Állatotthon Alapítvány megalakulása óta menti az utak mentén elütött, sorsukra hagyott, beteg cicákat, valamint ivartalanítás hiányában teherré vált, „nem várt” almokat.
A Macskamentő Projekt 2010 augusztusában alakult macskaszerető önkéntesek részvételével, hogy a tömegesen érkező, beáramoló cicák elhelyezésében és ellátásában logisztikai segítséget nyújtsanak.
A projekt fő célja a rászoruló, sérült, altatásra ítélt cicák szervezett mentése, gyógykezelése és gazdához juttatása.
Legyen az 3 lábú, félszemű vagy farok nélküli, testi hibás cica, nálunk esélyt kapnak a boldog életre, mivel úgy gondoljuk, hogy ők is ugyanolyan teljes életet élhetnek, mint „egészséges” társaik.
A Macskamentő Projekt gondozásába kerülő cicák, miután megkapják a szükséges gyógykezelést, valamint oltásaikat, természetesen az ivartalanításon is átesnek.
A projekt kizárólag ivartalanítva – kölyökcica esetén ivartalanítási kötelezettséggel – ad gazdához cicát; ezzel is szeretnénk jó példát mutatni és megelőzni a nem kívánt szaporulatot.